# Wings at the Speed of Sound
Wings at the Speed of Sound (укр. «Вінгз» зі швидкістю звуку) — п'ятий студійний альбом гурту Wings i сьомий альбом його лідера, британського музиканта Пола Маккартні.  Записаний і виданий 1976-го року під час невеликий перерви в світовому турне гурту, яке тривало 13 місяців.
Платівка зайняла перше місце в хіт-параді США Billboard 200 і друге у Норвегії. Сингл із диско-піснею «Silly Love Songs» (укр. Дурні любовні пісні) став одним із найбільш комерційно успішних у дискографії Маккартні.

## Список композицій
Усі пісні написано Полом і Ліндою Маккартні, крім спеціально позначених.

### Сторона 1
1. Let 'Em In — 5:10
2. The Note You Never Wrote — 4:19
  - Соліст — Денні Лейн
3. She's My Baby — 3:06
4. Beware My Love — 6:27
5. Wino Junko (Джиммі Маккала/Колін Аллен) — 5:19
  - Соліст — Джиммі Маккала

### Сторона 2
1. Silly Love Songs — 5:53
2. Cook of the House — 2:37
  - Солістка — Лінда Маккартні
3. Time to Hide (Денні Лейн) — 4:32
  - Соліст — Денні Лейн
4. Must Do Something About It — 3:42
  - Соліст — Джо Інгліш
5. San Ferry Anne — 2:06
6. Warm and Beautiful — 3:12

### Бонус
Додаткові композиції з CD-перевидання серії The Paul McCartney Collection 1993-го року:
1. Walking in the Park with Eloise (Джеймс Маккартні) — 3:07
  - Джазова інструментальна композиція, написаная батьком Пола Маккартні.
2. Bridge on the River Suite — 3:12
3. Sally G — 3:37

## Учасники запису
- Пол Маккартні — основний вокал, гітара, бас-гітара, клавішні
- Лінда Маккартні — клавішні, вокал
- Денні Лейн — гітара, клавішні, вокал
- Джо Інгліш — ударні, вокал, перкусія
- Джиммі Маккала — соло-гітара, вокал